# Stanisław Ostrowski (1918–1944)
Stanisław Ostrowski (ur. 1918, zm. 1944) – polski oficer zawodowy artylerii.

## Życiorys
W 1937 roku ukończył I Państwowe Gimnazjum i Liceum im. Stefana Batorego w Warszawie. W czasie wojny był oficerem zawodowym artylerii, walczył w kampanii wrześniowej, po której przedostał się do Francji i Anglii. W 1944 roku walczył w 1 Dywizji Pancernej gen. Maczka, zmarł na skutek odniesionych ran.
Został pochowany na Brytyjskim Cmentarzu Wojennym w Bayeux we Francji.

## Ordery i odznaczenia
- Virtuti Militari[1]